# Il perturbante
(Sigmund Freud, Il perturbante, 1919.)
Il perturbante (nell'originale tedesco Das Unheimliche) è un saggio di Sigmund Freud, e da esso è divenuto un aggettivo sostantivato per esprimere in ambito estetico una particolare attitudine del sentimento più generico della paura, che si sviluppa quando una cosa (o una persona, un'impressione, un fatto o una situazione) viene avvertita come familiare ed estranea allo stesso tempo, cagionando generica angoscia unita ad una spiacevole sensazione di confusione ed estraneità.
Dai traduttori italiani di Freud, questo sentimento è stato reso sia con l'aggettivo perturbante che con l'aggettivo sostantivato il perturbante. Il critico letterario d'impostazione freudiana Francesco Orlando ha usato nelle sue opere la traduzione il sinistro. Più di recente è stata anche proposta la traduzione con lo spaesamento.

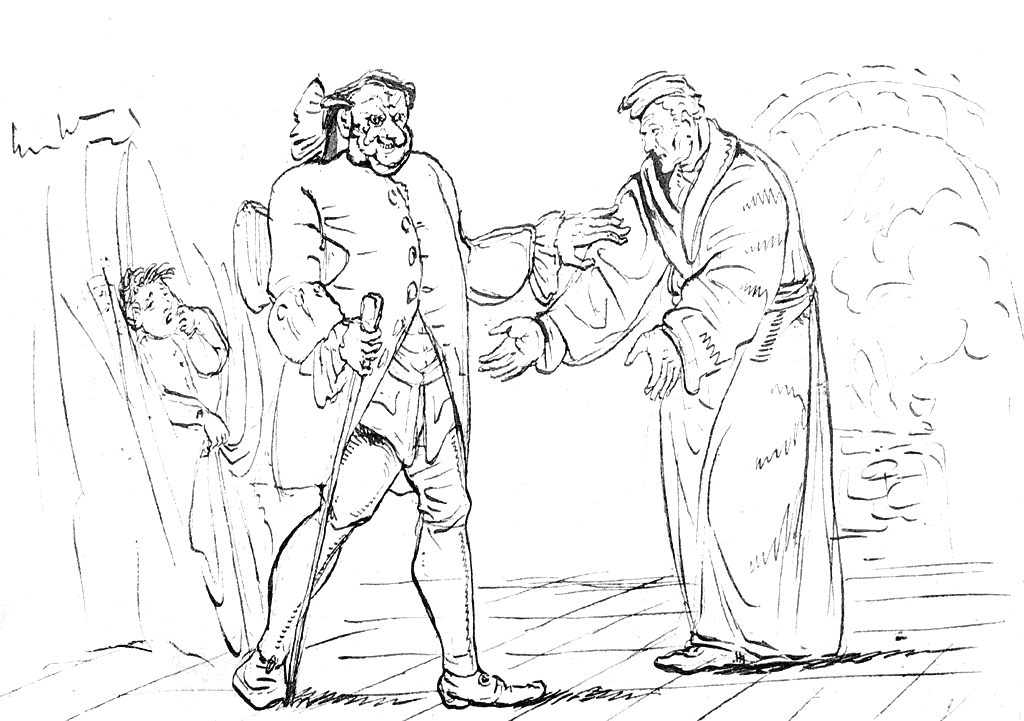
Disegno di Ernst Theodor Wilhelm Hoffmann per il suo racconto Der Sandmann (trad. it.: L'uomo della sabbia).

## Ernst Jentsch
Pur senza individuarne la radice inconscia, Ernst Jentsch (1867 - 1919) fu il primo ad introdurre in psicologia il concetto di perturbante definito come l'incertezza intellettuale se un oggetto evidentemente animato è veramente vivo oppure no; oppure, al contrario, se un oggetto inanimato potrebbe essere in qualche modo dotato di vita autonoma.  Jentsch si richiama all'impressione data dalle figure di cera, dagli automi e dai pupazzi costruiti ingegnosamente. Effetti perturbanti sono inoltre sovente ottenuti quando l'osservatore è posto al cospetto della ripetizione continua, "automatica" di una stessa situazione, ad esempio di uno stesso movimento. Così Jentsch spiega la sensazione di perturbamento che taluni avvertono innanzi a crisi epilettiche o a delle manifestazioni di pazzia.
Jentsch sottolinea come lo strumento narrativo di generare una sensazione perturbante venga utilizzato in letteratura da parte di alcuni romanzieri che introducono nelle loro storie figure la cui natura di essere vivente o di automa non viene dettagliata o chiarita in qualche modo, lasciando il lettore nel dubbio e nell'impossibilità di decidere. Dacché la situazione o l'oggetto perturbante ha connotati familiari e assieme estranei, genera una incertezza intellettuale, quella che nella psicologia del secolo successivo sarebbe stata definita una dissonanza cognitiva nel soggetto che lo sperimenta. Jentsch analizza i racconti di E. T. A. Hoffman in particolar modo L'uomo della sabbia in cui viene caratterizzata la bambola Olympia definita come l'elemento perturbante del racconto.

## Il perturbante e le sue relazioni con l'inconscio
(Italo Calvino a proposito de L'uomo della sabbia.)

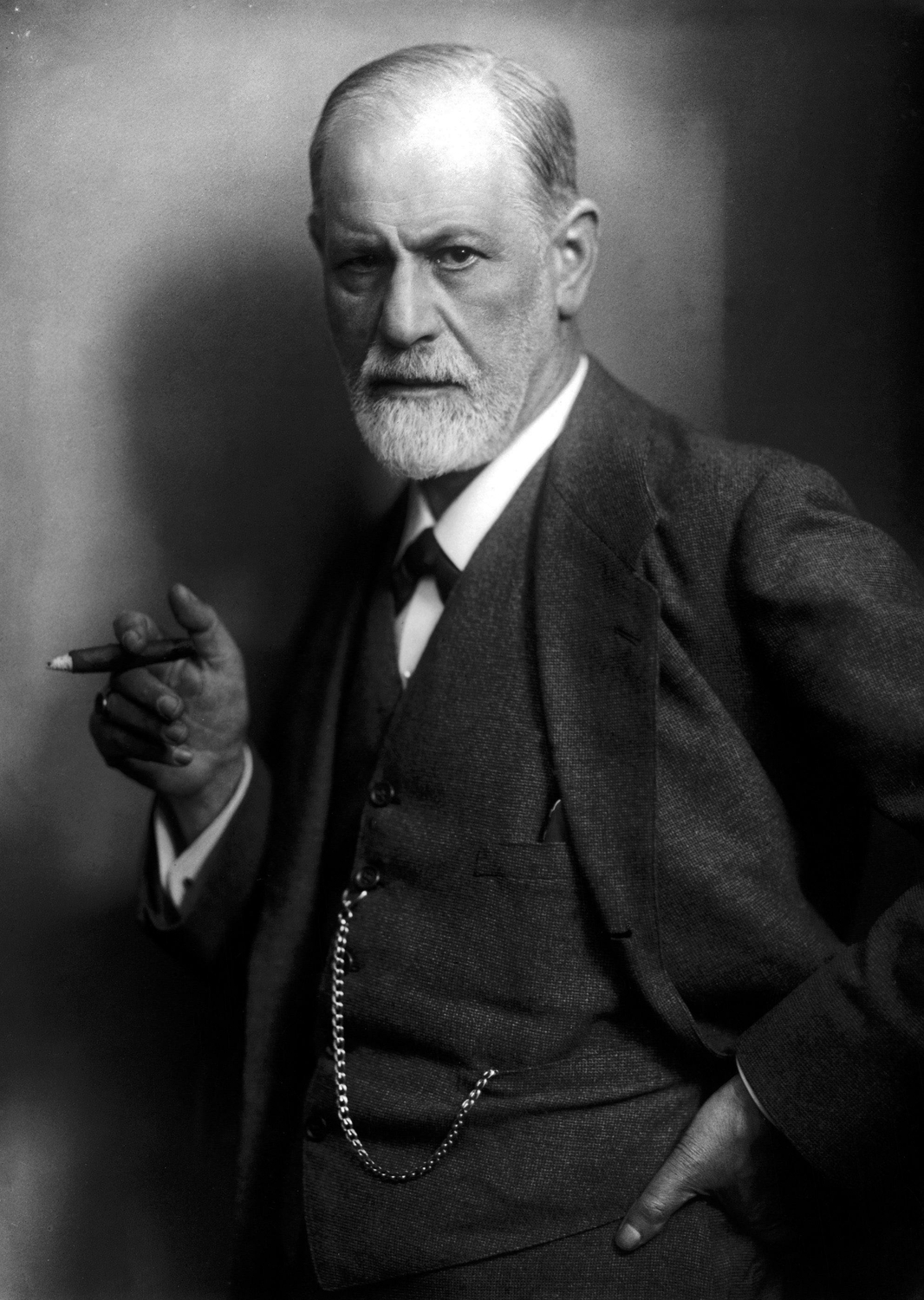
Sigmund Freud sulle pagine della rivista statunitense Life.

Gli studi di Jentsch furono ripresi e sviluppati da Freud nel saggio Il perturbante (1919), in cui compare un'analisi approfondita dei racconti di Hoffmann, giudicato da Freud "il maestro indiscusso del perturbante in letteratura". Freud rileva però che ne L'uomo della sabbia il più evidente esempio di atmosfera perturbante sia evocato non tanto dal tema della bambola animata Olympia ma dalla figura dell'Orco Insabbia, adulto capace di cavare gli occhi dalle orbite dei bambini, e quindi non dall'incertezza intellettuale su un soggetto animato/inanimato ma dalla possibilità che un adulto possa mutilare il corpo di un bambino, chiaro riferimento al processo di castrazione che il racconto fa riemergere alla coscienza del lettore.

### L'indagine filologica e il "ritorno del rimosso"
Il termine tedesco unheimlich dal punto di vista semantico è il contrario di heimlich (da heim, casa) che significa tranquillo, confortevole, fidato, intimo, appartenente alla casa. Un-heimlich significa quindi inconsueto, estraneo, non familiare. Solitamente suscita terrore e spavento ciò che non è familiare o conosciuto però non tutto ciò che è insolito o nuovo provoca spavento e terrore e men che meno perturbamento. Secondo Freud per risultare propriamente perturbante l'oggetto deve dunque avere qualche altra caratteristica e dev'essere una caratteristica poco frequente perché la maggior parte delle cose spaventose o terrifiche non sono anche perturbanti. Freud rileva che un significato traslato di heimlich presente nel dizionario della lingua tedesca di Daniel Sanders è anche "tenuto in casa, nascosto", significati non esattamente antitetici rispetto a confortevole e familiare ma appartenenti a due ambiti sicuramente in contrasto tra di loro. Heimlich presenta dunque una curiosa ambivalenza di significato il secondo dei quali, quello meno usato (cioè misterioso, nascosto) quasi coincide col suo contrario unheimlich. Un-heimlich perturbante significherebbe anche non celato, venuto alla luce, affiorato. Il perturbamento nasce quando in un oggetto o in una situazione si uniscono caratteristiche di estraneità e familiarità in una sorta di "dualismo affettivo".

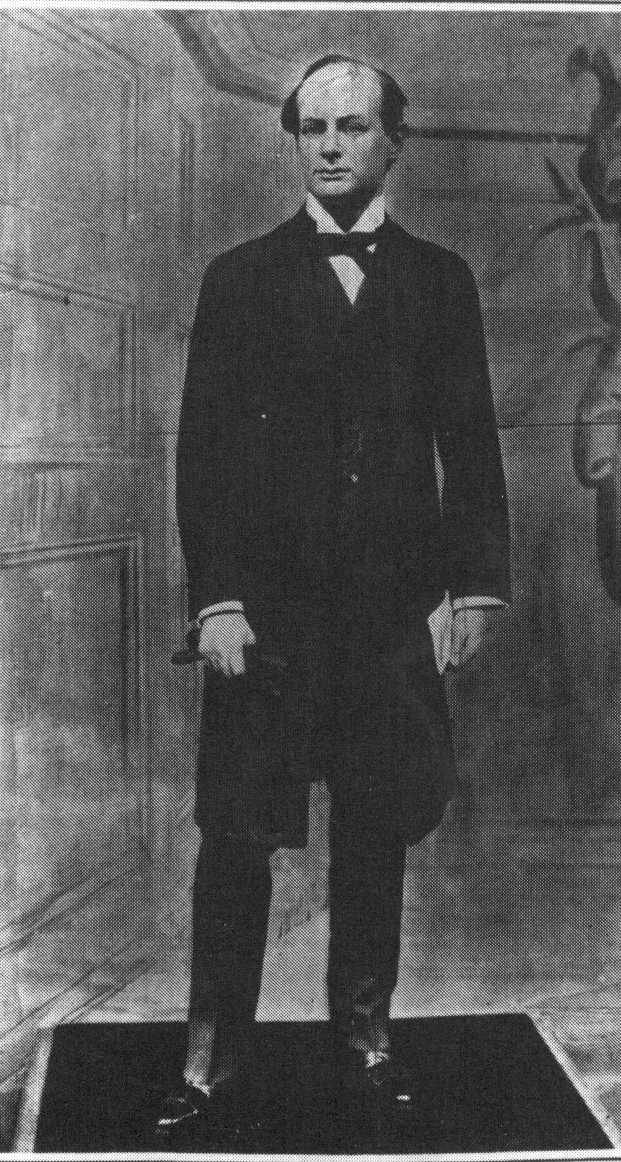
Statua di cera raffigurante Winston Churchill. Madame Tussaud's, Londra, 1908.

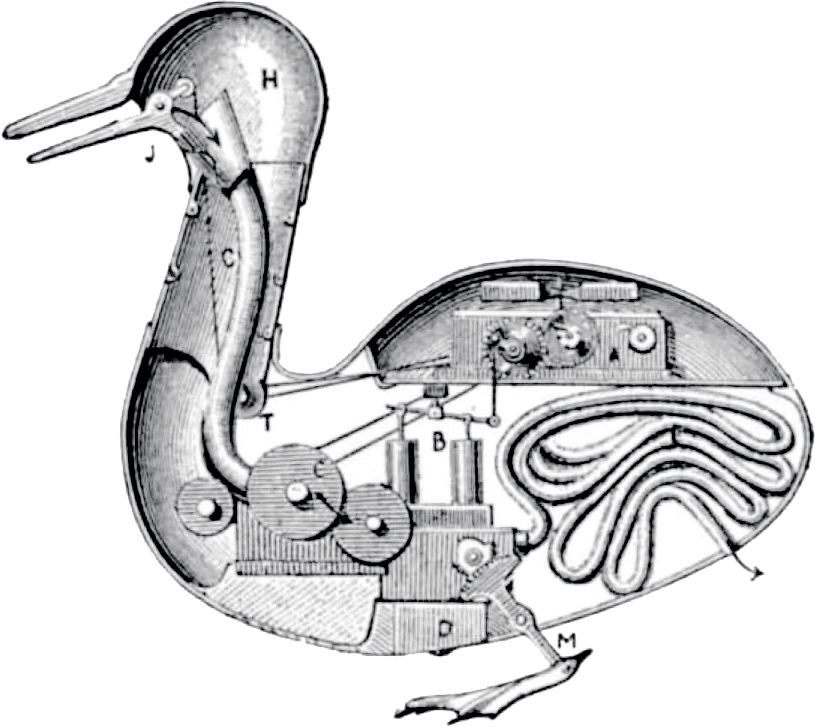
L'anatra-automa di Jacques de Vaucanson (1709-1782). Vaucanson è inoltre famoso per aver costruito alcuni automi, tra i quali un piccolo flautista completamente automatizzato dotato di labbra mobili, una lingua meccanica che fungeva da valvola per il flusso dell'aria e dita mobili le cui punte in pelle aprivano e chiudevano i registri del flauto.

In questo tipo di considerazioni Freud fu in qualche modo anticipato in ambito ontologico da Schelling che sosteneva:
(Schelling, Filosofia della mitologia)
Il nascosto, il rimosso che torna in qualche modo al nostro cospetto attraverso l'oggetto o la situazione perturbante, genera questa sensazione di angoscia particolare definita perturbamento (unheimlichkeit). Il perturbamento è, in ultima analisi, "l'accesso all'antica patria" (ted. Heimat) di ogni uomo, al posto della prima dimora in cui ogni uomo è stato almeno una volta ossia il grembo materno. Diventa Unheimlich tutto ciò che un tempo fu patrio (ted. heimisch) e familiare e il prefisso un- è il segno della rimozione che in sostanza è un processo interno di negazione. Il perturbante dunque insorge quando viene mostrato ciò che era tenuto nascosto, quando il rimosso ritorna a ridestare complessi infantili sopiti. Il "ritorno del rimosso" inteso come "ritorno del medesimo" anticipa la coazione a ripetere illustrata nel saggio Al di là del principio di piacere del 1920.

### Genesi del perturbante freudiano in alcune condizioni ricorrenti

#### Il doppio
La rappresentazione del doppio può ingenerare perturbamento in situazioni di vita vissuta, in rappresentazioni artistiche o in pensieri, come ad esempio capita al cospetto dei gemelli oppure dei sosia. In questo caso il perturbamento deriverebbe dal ritorno alla coscienza del narcisismo infantile evocato dalla possibilità che un doppio ci renda immortali, che nell'adulto è relegato da tempo nell'inconscio dall'azione morale e critica del Super io.

#### Atti ripetitivi, superstizioni e meccanismi semoventi
I movimenti e processi automatici, ripetitivi, meccanici sembrano essere prodotti al di fuori da un'attività mentale ordinaria e sono percepiti come perturbanti, paurosi, estranei, misteriosi, inspiegabili, spesso con connotati soprannaturali.  Secondo Freud la ripetizione di un gesto, un fatto, un comportamento, può divenire perturbante poiché evoca idee rimosse dall'adulto e presenti in età infantile (e negli uomini primitivi) quali il pensiero magico onnipotente animistico che comanderebbe le azioni eseguite automaticamente, il cui fine è a noi ignoto.  Esempio tipico è quello delle situazioni in cui qualcuno si perde e accidentalmente ripercorre le stesse procedure e azioni (ritorna sui propri passi) nel tentativo vano di tirarsi fuori dall'impasse, oppure coincidenze fortuite che finiscono col sembrare sospette e perturbanti e l'insistenza dei numeri. Analogamente superstizioni, credenze e magia possono evocare una sensazione perturbante per il riaffiorare dell'idea infantile di forze misteriose che agiscono al di fuori della nostra volontà. Identica genesi avrebbe anche il perturbante scaturito dai meccanismi semoventi, membra staccate dal corpo che continuano a contrarsi, crisi epilettiche, manifestazioni della pazzia.

#### Altre situazioni perturbanti
L'effetto perturbante nell'immaginare per sé o nel vedere rappresentato qualcuno che viene sepolto vivo è prodotto dal riaffiorare alla coscienza del desiderio rimosso di tornare nel grembo materno, nella "prima dimora", "antica patria".
Analizzando un capolavoro della narrativa di E.T.A. Hoffmann – L'uomo della sabbia – Freud delinea una serie di tematiche come l'animazione dell'inanimato, il doppio, la ripetizione ossessiva, il ritorno dei morti, la sepoltura dei vivi, facendo diventare il perturbante una delle grandi categorie estetiche del '900.
Tale categoria ha oggigiorno molteplici riflessioni nel cinema, nelle arti visive, nell'ossessione per l'immaginario dei corpi ibridi e mutanti (cyborg).

## Uncanny valley
Uncanny valley (traduzione: la zona perturbante o valle perturbante) è un'ipotesi presentata dallo studioso di robotica nipponico Masahiro Mori nel 1970 pubblicata nella rivista Energy. La ricerca analizza sperimentalmente come la sensazione di familiarità e di piacevolezza generata in un campione di persone da robot e automi antropomorfi aumenti al crescere della loro somiglianza con la figura umana fino ad un punto in cui l'estremo realismo rappresentativo produce però un brusco calo delle reazioni emotive positive destando sensazioni spiacevoli come repulsione e inquietudine paragonabili al perturbamento.
Il perturbante è un tema assai rilevante nella letteratura e la sua influenza su di essa ha prodotto risultati molto suggestivi e di grande fascino. Si consideri ad esempio la produzione di Ernst Theodor Amadeus Hoffmann (più comunemente noto come E.T.A Hoffmann) che, pur anticipando di quasi un secolo il concetto teorizzato da Freud, ne fornì esempi perfetti.
Viene ricordata a tal proposito la raccolta di novelle del terrore, richiamanti al gusto gotico dei decenni precedenti, intitolata "Racconti Notturni" ("Nachtstücke"), databile intorno al 1816, in cui il perturbante (ossia un sentimento enigmatico che sembra, contemporaneamente, pericoloso o sconosciuto, ma anche familiare) è presente in molte occasioni.
Ad esempio ne "La casa abbandonata" il protagonista, Theodor, collocato in una bizzarra realtà dove i piani della fantasia e del sogno sono completamente confusi con quello della vita autentica, vive delle esperienze al limite del paranormale (ha delle terrificanti visioni di una ragazza impazzita dopo essere entrato per curiosità in una casa abbandonata di Berlino) che diventano, gradualmente, parte integrante della sua stessa esistenza.
Particolarmente emblematico è il fatto che Theodor, vedendo la ragazza spettrale non solo nelle sue "apparizioni" ma anche quando egli guarda in un qualunque specchio, influenza a tal punto lo psichiatra a cui chiede aiuto (Doktor K.) che quest'ultimo finisce per avere le stesse allucinazioni del protagonista. Questo particolare enfatizza il ruolo del perturbante nella società moderna e sottolinea come, davanti ai complessi fenomeni della psiche, anche i più temprati ed "allenati " (come il dottor K) finiscono per cedere ed adattarsi.